# Nanabozho

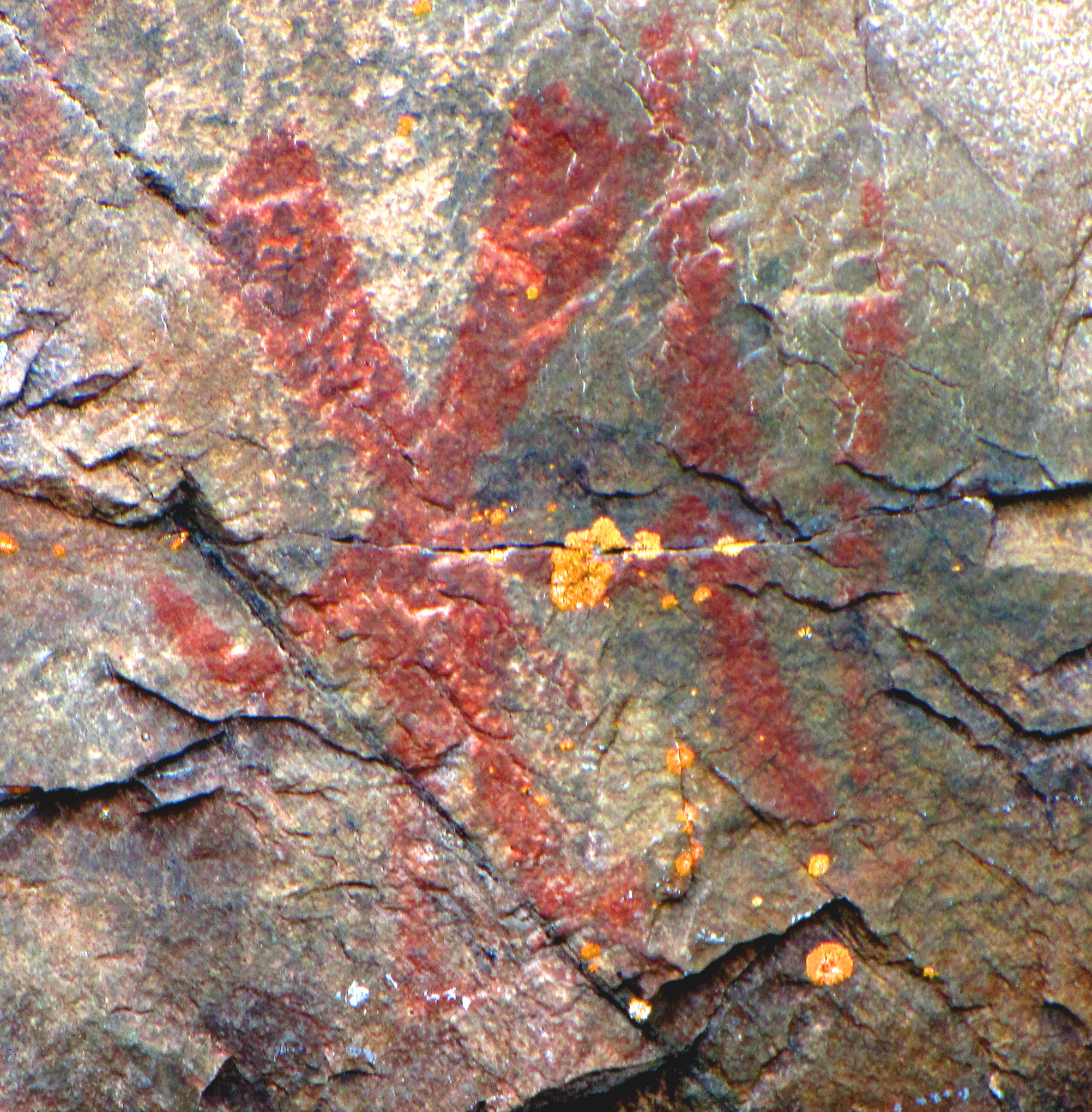
Pictograma de Nanabozho en Mazinaw Rock, Parque provincial Bon Echo, Ontario

En las tradiciones culturales anishinaabe y en particular en la aadizookaan (narración oral tradicional), especialmente entre los ojibwa, Nanabozho ([nɐˌnɐbʊˈʒʊ]), también llamado Nanabush, es un espíritu y ocupa un lugar destacado en sus narraciones orales, entre ellas en la historia de la creación del mundo. Nanabozho es la figura del trickster entre los ojibwa así como su héroe cultural (estos dos arquetipos a menudo aparecen combinados en una sola figura en las mitologías de las Primeras Naciones, entre otras).

## Personajes similares en otras culturas
Entre los pueblos algonquinos orientales localizados al norte de las áreas de los abenaki, existía un personaje similar al de Nanabozho que llevaba el nombre de Tcakabesh en idioma algonquino, Chikapash entre los cree orientales de la bahía James, Chaakaapaas entre los naskapi, Tshakapesh en el idioma innu y Tcikapec en el idioma atikamekw, transformándose en varias formas animales y humanas (p. ej., de adulto a niño) y en varios animales míticos como el Gran Puercoespín o el Gran Zorrillo. Conquistó o redujo a tales animales míticos a un tamaño más pequeño después de matarlos o transformarlos con sus trucos o cambios de forma. Entre los meskwaki, Wīsakehā cumple un papel similar, como ocurre con Wisakedjak entre los pueblos algonquinos del norte y entre los saulteaux en las Grandes Llanuras. los algonquinos influenciado por los abenaki tenían una figura similar de nombre Kanòjigàbe (en escritura Fiero: Ganoozhigaabe; en abenaki Gluskabe).

## Variaciones del nombre de Nanabozho
El nombre Nanabozho varía en idioma ojibwa dependiendo de si se presenta con el prefijo de primera persona n- (esto es, Nanabozho), el prefijo de tercera persona w- (esto es, Wanabozho), o el prefijo de persona nula m- (es decir Manabozho); la forma "Manabozho" del nombre se asocia más frecuentemente con la versión de estas historias en lengua menominee. Además, dependiendo de la historia y del papel del narrador al contarla, el nombre puede presentarse en su forma nominativa regular (con la o al final, es decir, Nanabozho) o en su forma vocativa (sin la o al final, esto es, Nanabozh). Debido a la forma en que suenan las dos o, con frecuencia cada una de ellas se pronuncia oo (es decir, Nanaboozhoo). En algunos dialectos, zh se pronuncia z. Tales variaciones permiten que el nombre se asocie con la palabra para "conejo(-)" (waabooz(o-)).
A raíz de la ubicación del acento de la palabra, tal y como se determina por reglas métricas que definen un pie métrico yámbico característico, en el que una sílaba débil es seguida por una sílaba fuerte, la sílaba débil puede reducirse a un schwa en algunos dialectos, que puede escribirse como i o e (p. ej. Winabozho o Wenabozho si la primera sílaba débil se muestra gráficamente, o Nanabizho si la segunda sílaba débil es la que se muestra gráficamente).
Además, aunque el sistema de vocales dobles de Fiero usa zh, el mismo sonido en otras ortografías puede escribirse como j en el sistema algonquino o como š (o sh) en el sistema saulteaux-cree (p. ej., Nanabozho v. Nanabojo). Para esta mezcla, dependiendo de si el transcriptor usó francés o inglés, el nombre en anishinaabe puede transcribirse para que se ajuste a los patrones fonéticos de uno de los dos idiomas nombrados (p. ej. "Winnaboujou" y "Nanabijou": versión francesa de Winabozho y Nanabizho respectivamente, o "Nanabush," la versión inglesa de Nanabozh).

## Cuentos

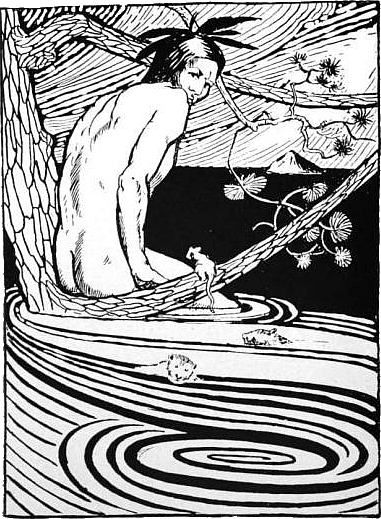
Nanabozho en la inundación. (Ilustración de R. C. Armour, tomada de su libro North American Indian Fairy Tales, Folklore and Legends, 1905)

Nanabozho es uno de los cuatro hijos de lo que algunos historiadores y expertos en religiones  han interpretado como espíritus de las direcciones. Tiene madre humana y su padre es E-bangishimog ("En el oeste"), un padre espíritu.
Nanabozho aparece más a menudo en forma de conejo y se caracteriza por ser un trickster (embaucador). En su forma de conejo, se le llama Mishaabooz ("Gran conejo" o "Liebre") o Gitchii-waabooz ("Gran conejo"). Fue enviado a la Tierra por Gitche Manitou para que enseñara a los ojibwa. Una de sus primeras tareas fue la de darle nombre a todas las plantas y animales. Se considera que Nanabozho es el fundador de la religión midewiwin. También es el inventor de la pesca y de los jeroglíficos. Esta figura histórica es un cambiaformas y un cocreador del mundo.
El poema épico de Henry Wadsworth Longfellow, La canción de Hiawatha, es un recuento externo de varias de las historias de Nanabozho basadas en una investigación realizada por Henry Rowe Schoolcraft.

## Variaciones del nombre de Mishaabooz
Como ocurre con las variaciones de transcripción que se encuentran entre "Nanabozho", a menudo Mishaabooz se transcribe al francés como Michabous y en inglés como Michabou. Otras variaciones de nombre adicionales son:
"Winneboujou, Winabojo, Wenabozho, Wenaboozhoo, Waynaboozhoo, Wenebojo, Nanaboozhoo, Nanabojo, Nanabushu, Nanabush, Nanapush, Nenabush, Nenabozho, Nanabosho, Manabush, Manabozho, Manibozho, Nanahboozho, Minabozho, Manabus, Manibush, Manabozh, Manabozo, Manabozho, Manabusch, Manabush, Manabus, Menabosho, Nanaboojoo, Nanaboozhoo, Nanaboso, Nanabosho, Nenabuc, Amenapush, Ne-Naw-bo-zhoo, Kwi-wi-sens Nenaw-bo-zhoo [...] Michabo, Michabou, Michabous, Michaboo, Mishabo, Michabo, Misabos, Misabooz, Messou" 